# ایسکیا
ایسکیا (ایتالیایی: Ischia) جزیره‌ای آتشفشانی در دریای تیرنی است که در انتهای شمالی خلیج ناپل واقع شده و تا شهر ناپل ایتالیا ۳۰ کیلومتر فاصله دارد. جزیره ایسکیا متعلق به ایتالیا است و در میان جزایر فلگری بزرگ‌ترین آن‌ها به‌شمار می‌آید. جمعیت این جزیره توریستی بیش از ۶۰ هزار نفر است.
ایسکیا به خاطر چشمه‌های آب گرم و حمام‌های گِل درمانی خود مشهور است. گفته می‌شود که آب این چشمه‌ها برای رماتیسم، دستگاه گوارش، و بیماری‌های استخوان خاصیت دارد.
ایسکیا همچنین به دلیل آب‌های گرم و باغ‌های حرارتی که از دوران باستان استفاده می‌شد، شناخته شده است. طبیعت آتشفشانی آن ایسکیا را به یکی از بزرگترین آبگرم های اروپا تبدیل کرده است. آبهای حرارتی ایسکیا قلیایی هستند. در حال حاضر اولین مهاجران Euboic (قرن 8 قبل از میلاد)، همانطور که توسط یافته های باستان شناسی متعددی که در سایت Pithecusa یافت شده و در موزه باستان شناسی ویلا Arbusto در Lacco Ameno نگهداری می شود، از آب چشمه های حرارتی جزیره قدردانی و استفاده کردند. . یونانی‌ها در واقع از آب‌های حرارتی برای احیای روح و جسم و به‌عنوان دارویی برای التیام عوارض جانبی زخم‌های جنگ (در دوران قبل از آنتی‌بیوتیک) استفاده می‌کردند و قدرت‌های ماوراء طبیعی را به آب‌ها و بخاراتی که از زمین فوران می‌کردند، نسبت می‌دادند. ؛ تصادفی نیست که معابد اختصاص داده شده به خدایان مانند آپولون در دلفی در هر شهر دارای آبگرم برخاسته است. استرابون، مورخ و جغرافی دان یونانی، در اثر تاریخی خود از جزیره ایسکیا و فضیلت چشمه های آب گرم آن یاد می کند (Geograph. Lib. V). اگر یونانیان اولین مردمانی بودند که در مورد قدرت آب‌های گرم اطلاعاتی کسب کردند، رومی‌ها از طریق ایجاد ترماهای عمومی از آنها به عنوان ابزار مراقبت و آرامش استفاده کردند و از چشمه‌های متعدد جزیره به طور مطمئن و سودمند استفاده کردند (همانطور که توسط الواح نذری یافت شده در منبع Nitrodi در Barano d'Ischia، جایی که معبد کوچکی وجود داشت که به آپولو و پوره‌های Nitrodie، نگهبانان آب‌ها اختصاص یافته بود، حتی بدون سکونتگاه‌های مجلل. در واقع، در جزیره، مانند روم و دیگر مراکز حرارتی باستانی، هیچ بقایای چشمگیری از ساختمان های حرارتی یافت نشده است، احتمالاً به دلیل فوران های آتشفشانی و زمین لرزه هایی که اغلب به شدت صخره ها را تکان می دهند. کاهش قدرت روم با کنار گذاشتن استفاده از حمام در ایسکیا همزمان شد: در واقع هیچ اثری از استفاده از آب در قرون وسطی وجود ندارد.

## جغرافیا
ایسکیا شکلی ذوزنقه‌مانند دارد. از شرق به غرب آن حدود ۱۰ کیلومتر است و از شمال به جنوب ۷ کیلومتر. مساحت جزیره ۴۶٫۳ کیلومتر مربع است و حدود ۳۴ کیلومتر خط ساحلی دارد. بلندترین نقطه جزیره کوه اپومئو با ارتفاع ۷۸۸ متر است. در دامنه‌های حاصل‌خیز این کوه تاکستان‌های زیادی واقع شده‌اند. به خاطر وجود جنگل‌های زیاد در ایسکیا به آن «جزیره سبز» هم گفته‌اند.
شهرک اصلی جزیره که ایسکیا نام دارد در شرق جزیره واقع شده و دو هسته جمعیتی دارد: یکی ایسکیا پونته و دیگری پورتو. از ایسکیا پونته در سال ۱۴۳۸ سدی تا قلعه «کاستلو آراگونزه» ساخته شده که بر روی جزیره‌ای کوچک واقع شده‌است. بندرگاه پورتو در سال ۱۸۴۵ توسط بوربون‌ها افتتاح شد. این بندرگاه، در اصل دهانه یک آتشفشان مرده‌است که از آن مجرایی به دریا باز کرده‌اند.
در تقسیمات کشوری ایتالیا، این جزیره به چندین بخش تقسیم شده‌است به نام‌های ایسکیا، بارانو دیسکیا، کازامیکیولا ترمه، فوریو، لاکو آمنو، و سرارا فونتانا.